# 中村隼人 (歌舞伎役者)
初代 中村 隼人（なかむら はやと、1993年〈平成5年〉11月30日 - ）は日本の俳優、歌舞伎役者。本名は小川 隼人（おがわ はやと）。屋号は萬屋。定紋は桐蝶。東京都出身。所属：松竹エンタテインメント。身長179cm。A型。

## 来歴・人物
中村信二郎（現、二代目中村錦之助）の長男として、母の実家である鹿児島県で生まれる。名前は薩摩隼人の隼人から。
祖父は四代目中村時蔵、曽祖父は三代目中村時蔵。伯父は中村萬壽。六代目中村時蔵・中村萬太郎兄弟は従兄弟。映画スターの萬屋錦之介やドラマ等で活躍している俳優・中村嘉葎雄は、大叔父にあたる。姉は女優の千晴子である。
2002年（平成14年）2月歌舞伎座『寺子屋』にて松王一子小太郎役で初舞台。
2007年（平成19年）12月、国立劇場『堀部彌兵衛』のさち役で国立劇場特別賞。
2012年（平成24年）2月17日、堀越高等学校を卒業。同級生にはHey! Say! JUMPの山田涼介、知念侑李、中島裕翔や、俳優の神木隆之介、入江甚儀、志田未来、川島海荷、野村周平などがいる。
2015年（平成27年）1月、浅草公会堂『仮名手本忠臣蔵』五・六段目の千崎弥五郎ほかで名題昇進。
2023年（令和5年）10月、重要無形文化財（総合認定／第十六次）に認定され「伝統歌舞伎保存会」会員となる。
各種お稽古事は次の通り。 ①日本舞踊：三世藤間勘祖・八世藤間勘十郎・藤間勘紫恵、②長唄三味線：鳥羽屋里夕、③鳴物：九代目田中佐太郎、④常磐津節：常磐津文字兵衛、⑤日本画：天海眞理（※2011年当時）。

## 主な出演

### 歌舞伎
上記以外のものについて記す。
- 『勧進帳』 - 太刀持
- 『新口村』 - 遠見の忠兵衛
- 『日向嶋景清』 - 娘糸滝
- 『加賀見山旧錦絵』 - 大姫
- 『籠釣瓶』 - 八ッ橋付茶屋廻り
- 『元禄忠臣蔵』 - 井関紋左衛門
- 『菊畑』 - 腰元白菊 (2007年4月歌舞伎座）
- 『重戀雪関扉』- 良峯少将宗貞 (2010年6月 南座 坂東玉三郎特別舞踊公演)
- 『奴道成寺』 - 所化
- 『隅田川花御所染―女清玄―』- 吉田松若丸 (2013年3月 国立劇場)
- 『宇野信夫作 - おちくぼ物語』- 左近少将 (2015年8月 歌舞伎座）
- 『仮名手本忠臣蔵』二段目・四段目・七段目 - 大星力弥　2016年10月、七段目 - 竹森喜多八 同年11月、十段目・十一段目 - 矢間重太郎 同年12月（国立劇場）
- 『隅田川続俤(法界坊)』 - 手代要助実は松若丸（2018年11月 歌舞伎座）
- 『輝虎配膳』- 直江山城守 『釣女』- 大名某 『越後獅子』- 越後獅子 『仮名手本忠臣蔵祇園一力茶屋の場』- 富森助右衛門（2019年12月南座）
- 『蜘蛛の絲宿直噺』- 源頼光 (2020年11月歌舞伎座）
- 『寿二人猩々』- 猩々『熊谷陣屋』- 亀井六郎 ※熊谷次郎直実役の片岡仁左衛門が休演した2日間は仁左衛門の代役の中村錦之助に代わって源義経を演じた (2020年12月南座）
- 『壽浅草柱建』- 曽我十郎祐成（2021年1月歌舞伎座）
- 『三人吉三巴白浪－大川端庚申塚の場』- お坊吉三(2021年5月歌舞伎座）
- 『伊勢音頭恋寝刃－油屋・奥庭』- 料理人喜助、『双蝶々曲輪日記－引窓』- 三原伝造 (2021年7月大阪松竹座）
- 『義賢最期』- 下部折平実は多田蔵人行綱、『伊達競曲輪鞘當』- 名古屋山三 (2021年8月歌舞伎座）
- 『近江源氏先陣館－盛綱陣屋』- 信楽太郎 (2021年9月歌舞伎座※9月16日より出演）
- 『松竹梅湯島掛額－吉祥院お土砂の場』- 小姓吉三郎 (2021年10月歌舞伎座）
- 『身替座禅』- 太郎冠者、『三人吉三巴白浪－大川端庚申塚の場』- お坊吉三(2021年12月南座）
- 『難有浅草開景清-岩戸の景清』- 和田義盛(2022年1月歌舞伎座)
- 『義経千本桜－渡海屋・大物浦 - 入江丹蔵(2022年2月歌舞伎座）
- 『岡本綺堂作－番町皿屋敷』- 青山播磨(2022年3月南座）
- 『ぢいさんばあさん』- 宮重久右衛門(2022年4月歌舞伎座)
- 『市原野のだんまり』- 袴垂保輔、『弁天娘女男白浪－稲瀬川勢揃いの場	』- 忠信利平(2022年5月歌舞伎座)
- 『浮かれ心中』- 大工清六、『祇園恋づくし』- 手代文七 ※『堀川波の鼓』小倉彦九郎役の片岡仁左衛門が休演した13日間は仁左衛門の代役の中村勘九郎に代わって宮地源右衛門を演じた (2022年7月大阪松竹座）
- 『義経千本桜－すし屋』- 弥助実は三位中将維盛、『松浦の太鼓』- 近習江川文太夫(2022年12月南座）
- 『吉例寿曽我－鶴ヶ岡石段』- 近江小藤太、『吉原狐』- 越後屋孫之助(2023年7月大阪松竹座）
- 『新門辰五郎』- 山谷堀の彦造(2023年8月歌舞伎座）
- 『東海道四谷怪談』- 小仏小平(2023年10月御園座）
- 『女殺油地獄』- 河内屋与兵衛、『忍夜恋曲者－将門』- 大宅太郎光圀、『河庄』- 粉屋孫右衛門(2024年3月南座）
- 『上州土産百両首』- みぐるみ三次、『妹背山婦女庭訓』- 官女桐の局、『魚屋宗五郎』- 磯部主計之助(2024年6月歌舞伎座)
- 『小さん金五郎』- 太鼓持六ツ八実は木津屋六三郎、『俄獅子』- 鳶頭、『恋女房染分手綱－重の井』- 近習源吾左(2024年7月大阪松竹座)
- 『双蝶々曲輪日記－引窓』- 南与兵衛後に南方十次兵衛、『身替座禅』- 山蔭右京(2024年10月31日藤沢市民会館、11月1日サンシティ越谷市民ホール、2日たましんRISURUホール、3日柏崎市文化会館アルフォーレ、4日山形市民会館、6日札幌市教育文化会館、8日コーチャンフォー釧路文化ホール、10日東京エレクトロンホール宮城、11日あきた芸術劇場ミルハス、13日桐蔭学園シンフォニーホール、14日春日井市民会館、15日岐阜市民会館、16日穂の国とよはし芸術劇場PLAT、17日フェニーチェ堺、19日あわぎんホール、20日岡山芸術創造劇場ハレノワ、21日東広島芸術文化ホールくらら、23日静岡市清水文化会館マリナート、24日練馬文化センター、25日綾瀬市オーエンス文化会館）[7]
- 『曽我綉俠御所染－御所五郎蔵』- 御所五郎蔵、『三人吉三巴白浪－大川端庚申塚の場』- お坊吉三、『元禄忠臣蔵－仙石屋敷』- 磯貝十郎左衛門（2024年12月南座）
- 『其俤対編笠　鞘當』- 名古屋山三（2025年2月歌舞伎座）
- 『通し狂言 仮名手本忠臣蔵ー道行旅路の花聟』ｰ 勘平、『通し狂言 仮名手本忠臣蔵ー五段目』ｰ 斧定九郎（2025年3月歌舞伎座）
- 『元禄花見踊』- 名古屋山三、『お祭り』- 鳶の者(2025年6月歌舞伎座)
- 『新版歌祭文－野崎村』- 丁稚久松、『熊谷陣屋』- 源義経・堤軍次（Ｗキャスト役替わり）、『土蜘』- 碓井貞光(2025年7月大阪松竹座)
- 『男達ばやり』- 三浦小次郎(2025年8月歌舞伎座)
- 歌舞伎鑑賞教室

### 新春浅草歌舞伎（浅草公会堂）
- 『南総里見八犬伝』- 犬江親兵衛（2012年）
- 『寿曽我対面』- 八幡三郎、『極付幡随院長兵衛』 - 小仏小平（2013年）
- 『石橋』- 獅子の精（2014年）
- 『春調娘七種』- 曽我十郎、『仮名手本忠臣蔵-五段目六段目』- 千崎弥五郎、『猩々』酒売り（2015年）
- 『三人吉三巴白波－大川端庚申塚の場』お嬢吉三、『毛抜き』- 秦民部、『義経千本桜-川連法眼館の場』源義経（2016年）
- 『傾城反魂香』- 狩野雅楽之助、『双蝶々曲輪日記‐角力場』- 山崎屋与五郎、『鈴ヶ森』- 白井権八 『棒しばり』- 曽根松兵衛（2017年）
- 『義経千本桜－鳥居前』- 佐藤忠信実は源九郎狐、『操り三番叟』－ 千歳、『双蝶々曲輪日記-引窓』- 三原伝造 (2018年）
- 『義賢最期』- 下部折平実は多田蔵人行綱、『寿曽我対面』-鬼王新左エ門、『岡本綺堂作－番町皿屋敷』- 青山播磨、『乗合船恵方萬歳』- 大工（2019年）
- 『菅原伝授手習鑑-寺子屋』- 武部源蔵、『絵本太功記』- 武智十次郎、『仮名手本忠臣蔵-祇園一力茶屋の場』-富森助右衛門（2020年）
- 『双蝶々曲輪日記-引窓』- 南与兵衛後に南方十次兵衛（2023年※新春浅草歌舞伎は2021年、2022年はコロナの影響により開催されなかった）
- 『与話情浮名横櫛-源氏店』- 切られ与三郎、『神楽諷雲井曲毬-どんつく』- 大工、 『魚屋宗五郎』- 磯部主計之助（2024年）

### 新作歌舞伎
- 『スーパー歌舞伎II ワンピース』 - サンジ、イナズマ※「麦わらの挑戦」や 市川猿之助の負傷による代役公演など尾上右近がルフィを演じた公演では前述２役に加えマルコも演じている　（初演2015年10-11月新橋演舞場 　2016年3月大阪松竹座、4月博多座　再演2017年10-11月 新橋演舞場　2018年4月大阪松竹座、5月御園座）
- 東海道中膝栗毛『歌舞伎座捕物帖《こびきちょうなぞときばなし》』 - 芳沢綾人（2017年（平成29年）8月、歌舞伎座公演)
- 「新作歌舞伎NARUTO」 - うちはサスケ(うずまきナルト役の坂東巳之助とＷ主演　初演2018年(平成30)年8月 新橋演舞場

　　再演2019年(令和元年)6月 南座　※本公演は2020年4月にも御園座で公演予定だったが新型コロナウイルスの影響により全公演中止となった
- 『東海道中膝栗毛』 - 河内屋与三郎（2019年8月、歌舞伎座）
- スーパー歌舞伎Ⅱ〔新版〕『オグリ』 - 藤原正清後に小栗判官 / 遊行上人　※市川猿之助との交互出演（2019年10-11月新橋演舞場、2020年2月博多座）

　　※本公演は2020年3月にも南座で公演予定だったが新型コロナウイルスの影響により最終的に全公演中止となった
- スーパー歌舞伎Ⅱ『ヤマトタケル』  - 小碓命後にヤマトタケル　市川猿之助との交互出演　※本公演は2020年7月-9月にIHIステージアラウンド東京で公演予定だったが新型コロナウイルスの影響により全公演中止となった
- 『日蓮（にちれん）─愛を知る鬼（ひと）─』- 日昭（2021年6月歌舞伎座）※「鬼」は正しくは角なし
- 『花競忠臣顔見勢（はなくらべぎしのかおみせ）』- 塩冶判官､槌谷主税（2021年11月歌舞伎座）
- 『安政奇聞佃夜嵐（あんせいきぶんつくだのよあらし）』- 木鼠清次、『東海道中膝栗毛　弥次喜多流離譚（やじきたリターンズ）』）- 芳沢綾人（2022年8月歌舞伎座）※市川團子が休演した20日～28日は代役として五代政之助を演じた（娘お夏の役は市川笑也が演じた）
- 『新・陰陽師 - 滝夜叉姫』- 安倍晴明（2023年4月歌舞伎座）
- 『不死鳥よ 波濤を越えて―平家物語異聞―』- 楊乾竜、『御贔屓繫馬』（ごひいきつなぎうま）- 台屋の四郎次 / 源頼光(2023年5月明治座※5月28日昼夜の花形公演では主役（本役：市川猿之助）の相馬太郎良門 / 女童熨斗美 / 小姓澤瀉 / 番新八重里 / 太鼓持彦平 / 傾城薄雲 / 実は土蜘蛛の精の６役を演じた。また市川猿之助の休演により同月18日から27日にも代役として上記の役を勤めた）
- 『新・水滸伝』- 林冲（2023年8月歌舞伎座、9月南座）
- 『マハーバーラタ戦記』- 阿龍樹雷王子(あるじゅらおうじ) / 梵天(ぼんてん)（2023年11月歌舞伎座）
- スーパー歌舞伎『ヤマトタケル』- 小碓命後にヤマトタケル / 大碓命　市川團子との交互出演（市川團子が主演の回では「帝の使者」を演じた）(2024年2月新橋演舞場）
- 『大富豪同心』影武者 八巻卯之吉篇 - 八巻卯之吉 / 幸千代※BS時代劇シリーズと同じ1人2役で主演(2025年1月歌舞伎座)[8][9]
- 『きらら浮世伝』ｰ 喜多川歌麿（2025年2月歌舞伎座）

### その他の舞台
- 「いぶき、特別公演」-『雨の五郎』- 曽我五郎、『二人椀久』- 椀屋久兵衛 (2022年6月1日観世能楽堂、3日成田市文化芸術センタースカイタウンホール、4日横浜能楽堂、11日小松芸術劇場うらら大ホール、17日京都観世会館、18日名古屋能楽堂、19日大槻能楽堂、25日八千代座、26日大濠公園能楽堂）[10][11]
- 「私の頭の中の消しゴム 13th Letter」- 浩介 (2022年7月26日・27日 よみうり大手町ホール）
- 「巌流島」 - 佐々木小次郎 (2023年2月10日-22日明治座、2月25・26日本多の森ホール(金沢）､ 3月1日新潟県民会館、3月4日秋田芸術劇場 ミルハス、3月8日センチュリーホール（名古屋）、3月11日・12日神戸国際会館 こくさいホール、3月15日レクザムホール（香川県県民ホール）、3月18日-27日博多座）[12]
- 「いきなり本読み！ in BOOTCAMP！」(2025年6月19日17：00の部ニッショーホール 虎ノ門)

### テレビドラマ
- 土曜時代劇 『陽炎の辻3 〜居眠り磐音 江戸双紙〜』第5話・第6話（2009年、NHK総合） - 徳川家基 役
- 大河ドラマ（NHK総合）
  - 龍馬伝（2010年） - 徳川家茂 役
  - 八重の桜（2013年） - 松平定敬 役
  - べらぼう〜蔦重栄華乃夢噺〜（2025年） - 長谷川平蔵宣以 役[13][14]
- ぴんとこな 第1話（2013年、TBS） - 花屋の店員 役[15]
- せいせいするほど、愛してる（2016年、TBS） - 久野淳志 役[16]
- 水戸黄門 第1シリーズ 第2話「想い繋いだ左馬茶碗 -浪江-」（2017年10月11日、BS-TBS） - 左馬 役
- BS時代劇 『大富豪同心』（2019年5月 - 7月、全10回、NHK BS4K・BSプレミアム / 2019年10月 - 2020年1月、NHK総合「土曜時代ドラマ」 / 2023年1月-3月、NHK総合「特選!時代劇」) - 主演・八巻卯之吉 役[17]
- BS時代劇 『大富豪同心2』（2021年5月 - 8月、全9回、NHK BS4K・BSプレミアム、2023年3月 - 5月NHK総合「特選！時代劇」） - 主演・八巻卯之吉 役 ※幸千代との二役[18]
- まったり!赤胴鈴之助（2022年1月 - 3月、テレビ大阪・BSテレ東）- 結城部長 役[19]
- 木曜ドラマ23 あなたはだんだん欲しくなる（2022年7月 - 9月、BS-TBS）- 櫻木優 役
- BS時代劇『大富豪同心3』（2023年6月- 8月（全8回）、NHK BS4K・NHK BSプレミアム、2024年8月 - 9月NHK総合「特選！時代劇」） - 主演・八巻卯之吉 役※幸千代との二役[20]
- BS時代劇『大富豪同心スペシャル』（2024年12月、NHK BS・BSプレミアム4K）[21]

### バラエティ・教養
- 情報ライブ ミヤネ屋（2013年3月、読売テレビ）
- 今、この顔がスゴい!（2013年5月、TBS）
- 新チューボーですよ!（2014年5月3日、TBS）
- メンズキッチン2（2016年4月 - 2018年 、LaLa TV） - MC [22]
- ヒルナンデス!（2021年2月5日 - 3月26日、日本テレビ） - 金曜シーズンレギュラー[23]
- 名品の来歴「幻の刀“膝丸”が語る1000年」(2021年3月21日、NHK BS4K /2021年4月23日 NHK BS4K・BSプレミアム)) [24]
- ニノさん (2021年6月13日、日本テレビ)
- THEカラオケ★バトル 最強女子ボーカリストカップ(2022年4月17日、テレビ東京)

### ラジオ・配信など
- 邦楽ジョッキー（2015年4月～2018年3月、NHK-FM放送）
- AudioMovie　つけびの村 - 藤坂裕之介役（2020年）
- amazon audible しゃばけ - ナレーター (2021年）[25]
- META歌舞伎　Genji Memories - 光源氏 (2022年1月25日生配信 1月26日～1月31日見逃し配信　特典映像付きアーカイブ配信 2月2日～2月8日）[26]

### 広告
- SHOCHIKU CINEMA SELECTION（2016年、松竹系映画館用映画紹介番組） - ナビゲーター [27]

### CM
- 揖保乃糸（2016年 -2018年）
- BS松竹東急 開局記念CM (2022年3月)

## 書籍
- 写真集「中村隼人 FIRST PHOTO BOOK HAYATO」（2015年12月11日、双葉社）ISBN 978-4575309706[28]